# جيري فيلدينغ
جيري فيلدينغ (بالإنجليزية: Jerry Fielding)‏ هو موزع وملحن أمريكي، ولد في 17 يونيو 1922 في بيتسبرغ في الولايات المتحدة، وتوفي في 17 فبراير 1980 في تورونتو في كندا بسبب نوبة قلبية.

## وصلات خارجية
- جيري فيلدينغ على موقع IMDb (الإنجليزية)
- جيري فيلدينغ على موقع ميوزك برينز (الإنجليزية)
- جيري فيلدينغ على موقع تيرنر كلاسيك موفيز (الإنجليزية)
- جيري فيلدينغ على موقع أول موفي (الإنجليزية)
- جيري فيلدينغ على موقع قاعدة بيانات برودواي على الإنترنت (الإنجليزية)
- جيري فيلدينغ على موقع أول ميوزيك (الإنجليزية)
- جيري فيلدينغ على موقع ديسكوغز (الإنجليزية)
- جيري فيلدينغ على موقع قاعدة بيانات الفيلم (الإنجليزية)